# Constance Debré
Constance Debré (* 10. Februar 1972 in Paris) ist eine französische Anwältin und Schriftstellerin.

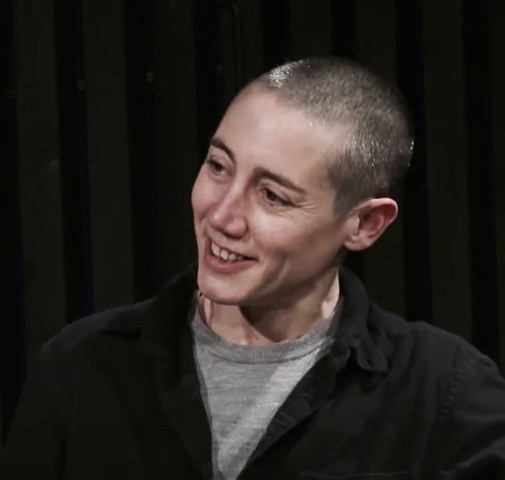
Constance Debré, 2022

## Werdegang
Debrés Eltern sind das Model Maylis Ybarnégaray (gestorben 1988) und der Journalist François Debré (1942–2020), ihr Großvater ist Michel Debré (1912–1996). Sie wuchs in Paris auf. Nach ihrem Baccalauréat am Lycée Henri IV studierte sie Jura an der Universität Panthéon-Assas. Nachdem sie ihre Prüfung an der École supérieure des sciences économiques et commerciales bestanden hatte, wurde Debré 2010 Rechtsanwältin.
Sie arbeitete u. a. in einer amerikanischen Wirtschaftskanzlei und im Team von Jean-Denis Bredin, wo sie sich auf Börsenrecht spezialisierte. In ihrem ersten Verfahren vertrat sie ihren Vater, François Debré, der 2011 gemeinsam mit Jacques Chirac in der Affäre um fiktive Beschäftigungsverhältnisse im Rathaus von Paris wegen „Veruntreuung öffentlicher Gelder“ angeklagt war. Ab 2013 war sie mehrfach Strafverteidigerin bei Anklagen wegen dschihadistischer Straftaten. 2013 wurde sie zur Zweiten Sekretärin der Konferenz der Pariser Anwaltskammer gewählt.
2015 beendete sie ihre Anwaltskarriere, um sich ausschließlich dem Schreiben zu widmen. Im Sommer 2025 war Debré als Samuel-Fischer-Gastprofessorin an der Freien Universität Berlin tätig und leitete dort ein Seminar über Autofiktion.

## Literarisches Schaffen
Debré beschreibt ihr Milieu ironisch als „Upper Class der Deklassierten“ und reflektiert in sämtlichen Büchern das Spannungsverhältnis zwischen großbürgerlichem Privileg und sozialer Entwurzelung. Ihre Sprache verbindet die Nüchternheit juristischer Faktenermittlung mit brennenden Themen wie Gewalt, Liebe und Klassenunterschieden – eine Spannung, die sie selbst als Quelle literarischer „Schönheit“ bezeichnet.
Im Jahr 2004 debütierte Debré mit Un peu là beaucoup ailleurs, das im Jahr darauf mit dem Prix Contrepoint ausgezeichnet wurde. Auch ihr zweites Buch Manuel pratique de l’idéal (2007), ein „Abecedarium des Überlebens“, besteht aus philosophischen Reflexionen im Stile von Georges Perec and Roland Barthes. Play Boy (2018), Love Me Tender (2020) und Nom (2022) erzählen autofiktional von der „Suche nach dem richtigen Leben im Falschen“. Dabei verarbeitete Debré u. a. ihre namhafte Familie, die Drogensucht ihrer Eltern, ihr Coming-out und den Kampf um das Sorgerecht für ihren Sohn. In der Stoffgestaltung entfernte sie sich jedoch von dezidiert autobiographischem Erzählen. In Offenses (2023) setzt sie sich, ausgehend von der fiktiven Geschichte einer alten Frau, die wegen einer geringen Summe ermordet wird, mit dem Rechtssystem auseinander.
Im Jahr 2024 erschien die erste deutschsprachige Ausgabe eines ihrer Bücher, Love me tender. Das Buch ist eine Selbstfindungsgeschichte, die sich mit der radikalen Ablehnung bürgerlicher Normen auseinandersetzt. Die Protagonistin, ein Spiegelbild Debrés, durchlebt eine Transformation von einer verheirateten Anwältin aus einer prominenten Familie zu einer lesbischen Schriftstellerin, die ihre gesellschaftlichen Fesseln hinter sich lässt. Im Verlauf der Erzählung löst sie sich von materiellen Besitztümern und traditionellen Lebensweisen, um ein authentisches, wenn auch isoliertes Leben als „einsamer Cowboy“ zu führen. Ihre Reise ist eine physische Entbehrung und ein emotionaler Kampf, insbesondere im Sorgerechtsstreit um ihren Sohn, der die Grenzen ihrer neuen Identität herausfordert und sie zur Auseinandersetzung mit gesellschaftlichen Vorurteilen zwingt.
Eine Bühnenadaption von Love Me Tender (Regie: Pauline Ringeade) hatte im April 2025 im Roten Salon der Berliner Volksbühne Premiere; die Schauspielerin Marie Rosa Tietjen verkörperte dabei Debrés Ich-Erzählerin.
Ihr Roman wurde unter demselben Titel Love Me Tender von der Regisseurin  Anna Cazenave Cambet verfilmt. Der Film hatte seine Weltpremiere in der Sektion Un Certain Regard der Filmfestspiele von Cannes am 20. Mai 2025, wo er auch für die Queer Palm nominiert wurde.
Der erste Teil der Trilogie, Play Boy, erschien auf Deutsch erst 2025 – zwei Jahre nach der Übersetzung von Love Me Tender – wiederum bei Matthes & Seitz in der Übertragung von Max Henninger. Debré schildert darin ihre ersten lesbischen Beziehungen nach vielen Ehejahren und beschreibt das eigene Körper- und Rollenexperiment als „Jungen-Performance“ zwischen Dandy-Gestus und Punk‐Ästhetik. Ihre drastische Metamorphose von der verheirateten Wirtschaftsanwältin zur glatzköpfigen, tätowierten Schriftstellerin bildet den roten Faden der Trilogie.
Im dritten Band Nom weitet Debré die Familiengeschichte zu langatmigen, bernhardesk repetitiven Tiraden, wie Eva Behrendt in der taz hervorhebt.

## Werke (Auswahl)
- Un peu là beaucoup ailleurs. Le Rocher, Monaco und Paris 2004 ISBN 2-268-05191-9.
- Manuel pratique de l'idéal. Abécédaire de survie. Le Rocher, Monaco und Paris, 2007 ISBN 978-2-268-06130-6.
- Play Boy. Éditions Stock, Paris 2018 ISBN 978-2-234-08429-2.
  - Deutsche Ausgabe: Play Boy, übersetzt von Max Henninger, Matthes & Seitz, Berlin 2025, ISBN  978-3-7518-1012-8.
- Love Me Tender. Éditions Flammarion, Paris 2020 ISBN 978-2-08-147173-3.
  - Deutsche Ausgabe: Love me tender, übersetzt von Max Henninger, Matthes & Seitz, Berlin 2024, ISBN 978-3-7518-0957-3.
- Nom. Éditions Flammarion, Paris 2022 ISBN 978-2-08-151593-2.
- Offenses. Éditions Flammarion, Paris 2023 ISBN 978-2-08-028614-7.

## Preise (Auswahl)
- Prix Contrepoint de Littérature française 2005 für Un peu là beaucoup ailleurs[12]
- Prix de La Coupole 2018 für Play Boy[22]
- Prix Les Inrockuptibles 2020 für Love Me Tender[23]